# Crassulaceae
Le Crassulacee(Crassulaceae J.St.-Hil., 1805) sono una famiglia di piante succulente appartenente all'ordine Saxifragales, dalla distribuzione cosmopolita. Comprende circa 1400 specie ripartite fra 36 generi, raccolti nelle tre sottofamiglie di Crassuloideae, Kalanchoideae e Sempervivoideae.

## Descrizione

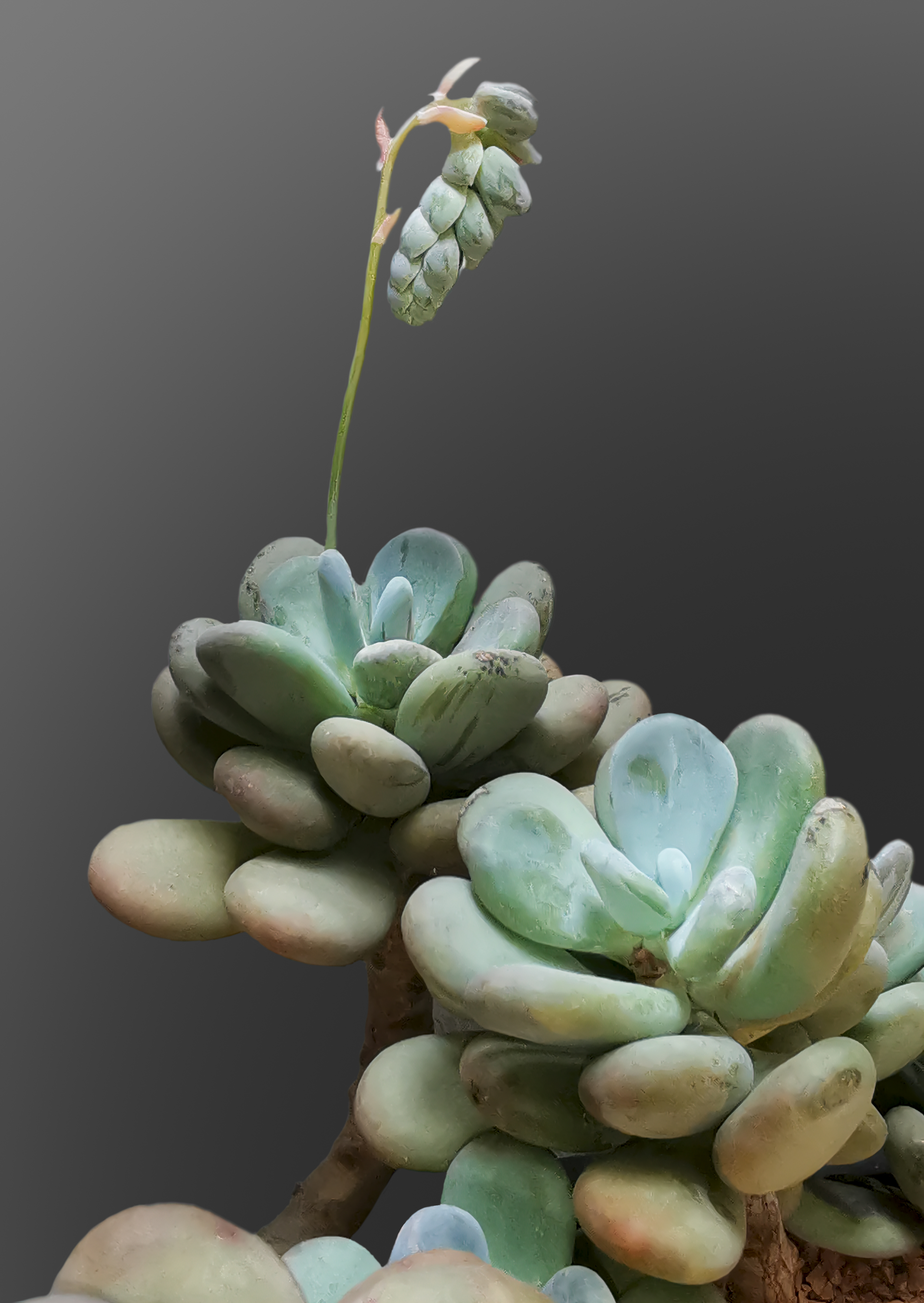
Esemplare di Pachyphytum oviferum, dalle foglie molto carnose.

Si tratta di piante succulente che accumulano acqua nelle loro foglie ingrossate, dal portamento prevalentemente erbaceo o arbustivo, anche se non mancano alcune specie arboree.
La fotosintesi CAM (dall'inglese Crassulacean Acid Metabolism) prende il nome da questa famiglia, perché questa particolare via metabolica fu scoperta per la prima volta nelle crassulacee.

## Evoluzione
Le Crassulaceae si sono evolute circa 100-60 milioni di anni fa nell'Africa meridionale con i due rami filogenetici più basali Crassula e Kalanchoe. Altre fonti suggeriscono che le Crassulaceae si siano evolute circa 70 milioni di anni fa insieme alle Haloragaceae sensu lato (Penthoraceae, Haloragaceae). Si ritiene che la famiglia abbia avuto un'evoluzione graduale, con una scissione filogenetica tra le Crassuloideae e il resto della famiglia (Kalanchoideae, Sempervivoideae). 
I Sempervivoideae si sono successivamente dispersi a nord, nella regione mediterranea, e da lì nell'Europa orientale e in Asia (cladi Sempervivum e Leucosedum), con gruppi multipli che si sono diffusi nei tre continenti dell'emisfero settentrionale. 
Due lignaggi delle Crassulaceae europee alla fine si sono dispersi in Nord America e hanno subito una successiva diversificazione. 
Il clade Aeonium si è disperso dall'Africa settentrionale all'adiacente Macaronesia.

## Distribuzione e habitat
Crassulaceae è una famiglia cosmopolita, diffusa in tutti i continenti ad eccezione dell'Antartide, anche se presenta maggiori concentrazioni di specie in alcune aree. In particolare, per questo taxon, vi sono gli importanti centri di differenziazione di:
- Messico e Stati Uniti sud-occidentali: circa 300 specie qui presenti e diversi generi, come Cremnophila, Dudleya, Echeveria, Graptopetalum, Pachyphytum, Thompsonella e Villadia, endemici dell'area.
- Sudafrica: si contano circa 250 specie qui presenti, in particolare appartenenti ai generi Adromischus, Crassula e Tylecodon, che vantano un alto tasso di endemismi.
- Macaronesia: qui si trovano circa 200 specie di Crassulaceae di cui molte, principalmente se appartenenti ai generi Aeonium o Monanthes, endemiche.
- Catena dell'Himalaya: circa 200 specie, con molti endemismi tra i generi Rosularia, Pseudosedum e Sinocrassula.
- Bacino del Mediterraneo: circa 170 specie presenti ed i generi Chaloupkaea, Petrosedum, Pistorinia e Sempervivum in buona parte endemici.

Per la maggior parte si tratta di piante xerofite, adattatesi ad ambienti aridi o semi-aridi con precipitazioni stagionali, ma numerose sono le eccezioni. Alcuni generi infatti sono presenti in aree temperate e subtropicali, ad esempio nel Messico centrale, o montuose, come il genere Sempervivum nelle catena delle Alpi, oltre che alcune specie di piante acquatiche o semi-acquatiche, in particolare appartenenti al genere Crassula.

## Tassonomia
Questa famiglia venne per la prima volta classificata nel 1805 da Jean Henri Jaume Saint-Hilaire, all'interno della sua opera Exposition des Familles Naturelles. Precedentemente incluse col sistema Cronquist nell'ordine Rosales, con la moderna classificazione filogenetica sono invece inserite in Saxifragales.
La famiglia comprende circa 1400 specie suddivise in 3 sottofamiglie e 36 generi:
- Sottofamiglia Crassuloideae
  - Crassula L.
  - Hypagophytum A.Berger
- Sottofamiglia Kalanchoideae
  - Adromischus Lem.
  - Cotyledon L.
  - Kalanchoe Adans.
  - Tylecodon Toelken
- Sottofamiglia Sempervivoideae
  - Tribù Aeonieae
    - Aeonium Webb & Berthel.
    - Aichryson Webb & Berthel.
    - Monanthes Haw.

  - Tribù Sedeae
    - Afrovivella A.Berger
    - Chaloupkaea Niederle
    - Cremnophila Rose
    - Dudleya Britton & Rose
    - Echeveria DC.
    - Graptopetalum Rose
    - Lenophyllum Rose
    - Pachyphytum Link, Klotzsch & Otto
    - Pistorinia DC.
    - Prometheum (A.Berger) H.Ohba
    - Rosularia (DC.) Stapf
    - Sedum L.
    - Thompsonella Britton & Rose
    - Villadia Rose

  - Tribù Semperviveae
    - Petrosedum Grulich
    - Sempervivum L.

  - Tribù Umbiliceae
    - Chiastophyllum (Ledeb.) A.Berger
    - Hylotelephium H.Ohba
    - Meterostachys Nakai
    - Kungia K.T.Fu
    - Orostachys Fisch.
    - Perrierosedum (A.Berger) H.Ohba
    - Phedimus Raf.
    - Pseudosedum (Boiss.) A.Berger
    - Rhodiola L.
    - Sinocrassula A.Berger
    - Umbilicus DC.

### Ibridi
La classificazione all'interno della famiglia è difficile perché molte specie formano facilmente degli ibridi, sia in natura che in coltura. Queste ibridazioni sono possibili anche tra specie appartenenti a generi diversi, pertanto si è reso necessario definirne i seguenti:
- × Cremneria Moran
- × Cremnopetalum P.I.Forst.
- × Cremnosedum Kimnach & G.Lyons
- × Graptophyria Bischofb.
- × Graptophytum Gossot
- × Graptosedum G.D.Rowley sin. x Tacisedum Bischofb.
- × Graptovedum Bischofb.
- × Graptoveria Gossot sin. × Echenesia P.V.Heath
- × Hylostachys J.M.H.Shaw
- × Lenopetalum
- × Lenoveria C.H.Uhl
- × Moranara Bischofb.
- × Pachevedum Bischofb.
- × Pachysedum H.Jacobsen
- × Pachyveria F.Haage & E.Schmidt
- × Sedeveria E.Walther sin. × Sedurbinia N.P.Taylor
- × Taciveria R.Stephenson

## Usi
Nessuna pianta appartenente a questa famiglia è utilizzata nell'agricoltura, ma molte sono apprezzate come piante ornamentali. Molte infatti hanno un aspetto bizzarro e intrigante, e inoltre sono di solito abbastanza rustiche, pertanto richiedono poche cure. Crassula ovata, ad esempio, è una delle specie più apprezzate e più diffuse nelle nostre case.

### Pubblicazioni
- (FR) Jean Henri Jaume Saint-Hilaire, Crassuleae, in Exposition des familles naturelles et de la germination des plantes, vol. 2, Strasburgo, Treuttel e Würtz, 1805,  pp. 123-128.
- (EN) Svetlana Gontcharova e Andrey A. Gontcharov, Molecular Phylogenetics of Crassulaceae (PDF), in Genes, Genomes and Genomics, vol. 1, n. 1, 2007,  pp. 40-46.▼
- AG Borisova, Crassulaceae D.C., in VL Komarov (a cura di), Flora of the U.S.S.R. IX Rosales and Sarraceniales, traduzione di Israel Program for Scientific Translations, Moskva, Botanicheskii institut Akademiia Nauk SSSR [Botanical Institute of the Academy of Sciences USSR], 1939,  pp. 8–105; addenda 357–372.
- (EN) Mark E. Mort, Douglas E. Soltis, Pamela S. Soltis, Javier Francisco-Ortega e Arnoldo Santos-Guerra, Phylogenetic relationships and evolution of Crassulaceae inferred from matK sequence data, in American Journal of Botany, vol. 88, n. 1, 1º gennaio 2001,  pp. 76-91, DOI:10.2307/2657129, PMID 11159129.
- Maarten J. M. Christenhusz, Michael F. Fay e Mark W. Chase, Saxifragales, in Plants of the World: An Illustrated Encyclopedia of Vascular Plants, University of Chicago Press, 2017,  pp. 231-244, ISBN 978-0-226-52292-0.
- (EN) Urs Eggli, Illustrated Handbook of Succulent Plants: Crassulaceae, Springer Science & Business Media, 6 dicembre 2012, DOI:10.1007/978-3-642-55874-0, ISBN 978-3-540-41965-5.
- Arthur Cronquist, An integrated system of classification of flowering plants, New York, Columbia University Press, 1981, ISBN 978-0-231-03880-5.
- (EN) Doreen Court, Flora succulenta dell'Africa meridionale, CRC Press, 1º giugno 2000, ISBN 90-5809-323-9.
- Urs Eggli e Leonard E. Newton, Etymological Dictionary of Succulent Plant Names, Springer Science & Business Media, 2004, ISBN 978-3-540-00489-9.
- (EN) Urs Eggli, Illustrated Handbook of Succulent Plants: Crassulaceae, Springer Science & Business Media, 6 dicembre 2012, DOI:10.1007/978-3-642-55874-0, ISBN 978-3-540-41965-5.
- Harald Fröderströmm, The Genus Sedum L.: a systematic essay, Meddelanden från Göteborgs botaniska trädgärd vol. 7, Elander Boktryckeri Aktiebolag, 1935.
- H. 't Hart e U.  Eggli (a cura di), Evolution and systematics of the Crassulaceae (23rd Congress of the International Organization for Succulent Plant Study, Wageningen, Netherlands, August 20th, 1994), Leiden, Backhuys, 1995, ISBN 978-90-73348-46-2, OCLC 34335028.
- John Mitchell e Arthur James Rook, Crassulaceae, in Botanical Dermatology: Plants and Plant Products Injurious to the Skin, Greengrass, 1979,  p. 226, ISBN 978-0-88978-047-7.
- Michael E. Peterson e Patricia A. Talcott, Small Animal Toxicology, Elsevier Health Sciences, 2012, ISBN 978-1-4557-0717-1.
- Gideon F. Smith, Estrela Figueiredo e Abraham E. van Wyk, Kalanchoe (Crassulaceae) in Southern Africa: Classification, Biology, and Cultivation, Elsevier Science, 2019, ISBN 978-0-12-814008-6.
- (RU) A. Takhtajan, Sistema Magnoliofitov (Systema Magnoliophytorum), Leningrad, Nauka, 1987.
- J Thiede e U Eggli, Crassulaceae, in Klaus Kubitzki (a cura di), Berberidopsidales, Buxales, Crossosomatales, Fabales p.p., Geraniales, Gunnerales, Myrtales p.p., Proteales, Saxifragales, Vitales, Zygophyllales, Clusiaceae Alliance, Passifloraceae Alliance, Dilleniaceae, Huaceae, Picramniaceae, Sabiaceae, 2007,  pp. 83-119, ISBN 978-3-540-32214-6. (full text at ResearchGate)
- John H. Wiersema e Blanca León, World Economic Plants: A Standard Reference, 2nd, CRC Press, 2016, ISBN 978-1-4665-7681-0.

#### Capitoli
- Sharon M. Gwaltney-Brant, Christmastime Plants, 2012,  pp. 419-512.
- H. 't Hart e U. Eggli, Introduction, 1995,  pp. 7-15.
- H. 't Hart, Infrafamilial and generic classification of the Crassulaceae, 1995,  pp. 159-172.
- Hideaki Ohba, Systematic problems of Asian Sedoideae, 1995,  pp. 151-158.
- R.C.H.J. van Ham, Phylogenetic relationships in the Crassulaceae inferred from chloroplast DNA variation, 1995,  pp. 16-29.

#### Documenti storici
- A. Berger, Crassulacaeae, in Engler, Adolf e Prantl, Karl Anton (a cura di), Die Natürlichen Pflanzenfamilien, 18A, Leipzig, Verlag von Wilhelm Engelmann, 1930,  pp. 352-483.
- AG Borisova, Conspectus Systematis Fam. Crassulaceae D.C. Florae URSS, in Novit. Syst. Pl. Vasc. Acad. Sci. USSR, vol. 6, 1969,  pp. 112-121.
- A. P. de Candolle, Crassulaceae, in Prodromus systematis naturalis regni vegetabilis, sive, Enumeratio contracta ordinum generum specierumque plantarum huc usque cognitarium, juxta methodi naturalis, normas digesta, vol. 3, Paris, Treuttel et Würtz, 1828,  pp. 381-414.
- de Lamarck e de Candolle, Crassulaceae, in Flore française ou descriptions succinctes de toutes les plantes qui croissent naturellement en France disposées selon une nouvelle méthode d'analyse; et précédées par un exposé des principes élémentaires de la botanique, vol. 4, n. 1, 3ª ed., Paris, Desray, 1815,  pp. 382-398.
- Samuel Frederick Gray, Crassulaceae, in A natural arrangement of British plants: according to their relations to each other as pointed out by Jussieu, De Candolle, Brown, &c. 2 vols., London, Baldwin, Cradock, and Joy, 1821,  pp. ii: 538–543.
- Carl Linnaeus, Species Plantarum: exhibentes plantas rite cognitas, ad genera relatas, cum differentiis specificis, nominibus trivialibus, synonymis selectis, locis natalibus, secundum systema sexuale digestas, Stockholm, Impensis Laurentii Salvii, 1753,  pp. 282–283, 128–129, 429–30, 464–465, 1035, 430–432., see also Species Plantarum
- Jean Henri Jaume Saint-Hilaire, Crassuleae, in Exposition des familles naturelles et de la germination des plantes, contentant la description de 2,337 genres et d'environ 4,000 espèces, 112 planches dont les figures ont été dessinées par l'auteur. vol II, Paris, Treuttel et Würtz, 1805,  pp. 123–128.

### Studi
- Anonymous, The Crassulaceae, in The Cactus Journal, vol. 5, n. 3, 1937,  pp. 51-53, ISSN 0950-7949 (WC · ACNP), JSTOR 42784672.
- Maarten J.M. Christenhusz e J.W. Byng, The number of known plants species in the world and its annual increase, in Phytotaxa, vol. 261, n. 3, Magnolia Press, 2016,  pp. 201-217, DOI:10.11646/phytotaxa.261.3.1.
- Vit Grulich, Generic division of Sedoideae in Europe and the adjacent regions (PDF), in Preslia, vol. 56, 1984,  pp. 29-45.
- H. 't Hart e J. Koek-Noorman, The origin of the woody Sedoideae (Crassulaceae), in Taxon, vol. 38, n. 4, novembre 1989,  pp. 535-544, DOI:10.2307/1222628, JSTOR 1222628.
- Hideaki Ohba, The taxonomic status of Sedum telephium and its allied species (Crassulaceae), in The Botanical Magazine Tokyo, vol. 90, n. 1, marzo 1977,  pp. 41-56, DOI:10.1007/BF02489468.
- H Ohba, Generic and infrageneric classification of the old world sedoideae crassulaceae, in Journal of the Faculty of Science University of Tokyo Section III Botany, vol. 12, n. 4, 1978,  pp. 139-193.
- Robert F. Thorne, Classification and Geography of the Flowering Plants, in Botanical Review, vol. 58, n. 3, 1992,  pp. 225-348, DOI:10.1007/BF02858611, ISSN 0006-8101 (WC · ACNP), JSTOR 4354190.

#### Filogenesi
- Angiosperm Phylogeny Group, An update of the Angiosperm Phylogeny Group classification for the orders and families of flowering plants: APG IV, in Botanical Journal of the Linnean Society, vol. 181, n. 1, 2016,  pp. 1-20, DOI:10.1111/boj.12385.
- Pablo Carrillo-Reyes, Victoria Sosa e Mark E. Mort, Molecular phylogeny of the Acre clade (Crassulaceae): Dealing with the lack of definitions for Echeveria and Sedum (PDF), in Molecular Phylogenetics and Evolution, vol. 53, n. 1, ottobre 2009,  pp. 267-276, DOI:10.1016/j.ympev.2009.05.022, PMID 19482091. URL consultato il 23 febbraio 2021 (archiviato dall'url originale il 24 agosto 2019).
- S. B. Gontcharova, E. V. Artyukova e A. A. Gontcharov, Phylogenetic relationships among members of the subfamily Sedoideae (Crassulaceae) inferred from the ITS region sequences of nuclear rDNA (PDF), in Russian Journal of Genetics, vol. 42, n. 6, giugno 2006,  pp. 654-661, DOI:10.1134/S102279540606010X. URL consultato il 23 febbraio 2021 (archiviato dall'url originale il 9 agosto 2017).

(EN) Svetlana B. Gontcharova e Andrey A. pubblicazione Gontcharov, Molecular Phylogenetics of Crassulaceae (PDF), in Genes, Genomes and Genomics, vol. 1, n. 1, 2007,  pp. 40-46.
- S. B. Gontcharova e A. A. Gontcharov, Molecular phylogeny and systematics of flowering plants of the family Crassulaceae DC, in Molecular Biology, vol. 43, n. 5, 11 ottobre 2009,  pp. 794-803, DOI:10.1134/S0026893309050112.
- H. 't Hart, The evolution of the Sedum acre group (Crassulaceae) (PDF), in Bocconea, vol. 5, 1995a,  pp. 119-128.
- H.'t Hart, Diversity within Mediterranean Crassulaceae, in Lagascalia, vol. 1, n. 2, 1997,  pp. 93-100.
- Shuguang Jian, Pamela S. Soltis, Matthew A. Gitzendanner, Michael J. Moore, Ruiqi Li, Tory A. Hendry, Yin-Long Qiu, Amit Dhingra, Charles D. Bell e Douglas E. Soltis, Resolving an ancient, rapid radiation in Saxifragales, in Systematic Biology, vol. 57, n. 1, febbraio 2008,  pp. 38-57, DOI:10.1080/10635150801888871, PMID 18275001.
- Shinzo Mayuzumi e Hideaki Ohba, The Phylogenetic Position of Eastern Asian Sedoideae (Crassulaceae) Inferred from Chloroplast and Nuclear DNA Sequences, in Systematic Botany, vol. 29, n. 3, 2004,  pp. 587-598, DOI:10.1600/0363644041744329, ISSN 0363-6445 (WC · ACNP), JSTOR 25063994.
- Thibaud F.E. Messerschmid, Johannes T. Klein, Gudrun Kadereit e Joachim W. Kadereit, Linnaeus's folly – phylogeny, evolution and classification of Sedum (Crassulaceae) and Crassulaceae subfamily Sempervivoideae, in Taxon, vol. 69, n. 5, 4 settembre 2020,  pp. 892-926, DOI:10.1002/tax.12316.
- Mark E. Mort, Douglas E. Soltis, Pamela S. Soltis, Javier Francisco-Ortega e Arnoldo Santos-Guerra, Phylogenetic relationships and evolution of Crassulaceae inferred from matK sequence data, in American Journal of Botany, vol. 88, n. 1, gennaio 2001,  pp. 76-91, DOI:10.2307/2657129, JSTOR 2657129, PMID 11159129.
- Mark E. Mort, Nicholas Levsen, Christopher P. Randle, Ernst Van Jaarsveld e Annie Palmer, Phylogenetics and diversification of Cotyledon (Crassulaceae) inferred from nuclear and chloroplast DNA sequence data, in American Journal of Botany, vol. 92, n. 7, luglio 2005,  pp. 1170-1176, DOI:10.3732/ajb.92.7.1170, PMID 21646139.
- Mark E. Mort, T. Ryan O'Leary, Pablo Carrillo-Reyes, Tracey Nowell, Jenny K. Archibald e Christopher P. Randle, Phylogeny and evolution of Crassulaceae: Past, present, and future, in Biodiversity & Ecology, vol. 3, dicembre 2010,  pp. 69-86.
- (RU) Arthur Nikulin, Vyacheslav Nikulin e Andrey Gontcharov, To the question of phylogenetic structure of the tribe Telephieae (Sempervivoideae, Crassulaceae) based on ITS rDNA sequence comparisons, in Botanicheskii Zhurnal, vol. 100, n. 10, ottobre 2015,  pp. 1030-1040.
- Vyacheslav Yu. Nikulin, Svetlana B. Gontcharova, Ray Stephenson e Andrey A. Gontcharov, Phylogenetic relationships between Sedum L. and related genera (Crassulaceae) based on ITS rDNA sequence comparisons, in Flora, vol. 224, settembre 2016,  pp. 218-229, DOI:10.1016/j.flora.2016.08.003.
- Roeland C. H. J. van Ham e Henk ’t Hart, Phylogenetic relationships in the Crassulaceae inferred from chloroplast DNA restriction-site variation, in American Journal of Botany, vol. 85, n. 1, gennaio 1998,  pp. 123-134, DOI:10.2307/2446561, JSTOR 2446561, PMID 21684886.
- D. E. Soltis, M. E. Mort, M. Latvis, E. V. Mavrodiev, B. C. O'Meara, P. S. Soltis, J. G. Burleigh e R. Rubio de Casas, Phylogenetic relationships and character evolution analysis of Saxifragales using a supermatrix approach, in American Journal of Botany, vol. 100, n. 5, 29 aprile 2013,  pp. 916-929, DOI:10.3732/ajb.1300044, PMID 23629845.
- H. Tölken, New taxa and new combinations in Cotyledon and allied genera, in Bothalia, vol. 12, n. 3, 15 dicembre 1978,  pp. 377-393, DOI:10.4102/abc.v12i3.1794.

### Siti web
- William L. Hosch, Crassulaceae, Encyclopædia Britannica, 27 giugno 2008. URL consultato il 18 agosto 2019.
- P.F. Stevens, Crassulaceae, su AP Web v. 14, Missouri Botanical Garden, 2019. URL consultato il 31 luglio 2019. (see also Angiosperm Phylogeny Website)
- Kunjun Fu, Hideaki Ohba e Michael G. Gilbert, Crassulaceae Candolle, su efloras.org, 2004,  p. 202. URL consultato il 24 agosto 2019., in Flora of China online vol. 8
- (FR) Jean Henri Jaume Saint-Hilaire, Crassuleae, in Exposition des familles naturelles et de la germination des plantes, vol. 2, Strasburgo, Treuttel e Würtz, 1805,  pp. 123-128.
- (EN) Svetlana Gontcharova e Andrey A. Gontcharov, Molecular Phylogenetics of Crassulaceae (PDF), in Genes, Genomes and Genomics, vol. 1, n. 1, 2007,  pp. 40-46.
- (EN) Mark E. Mort, Douglas E. Soltis, Pamela S. Soltis, Javier Francisco-Ortega e Arnoldo Santos-Guerra, Phylogenetic relationships and evolution of Crassulaceae inferred from matK sequence data, in American Journal of Botany, vol. 88, n. 1, 1º gennaio 2001,  pp. 76-91, DOI:10.2307/2657129, PMID 11159129.
- (EN) Urs Eggli, Illustrated Handbook of Succulent Plants: Crassulaceae, Springer Science & Business Media, 6 dicembre 2012, DOI:10.1007/978-3-642-55874-0, ISBN 978-3-540-41965-5.
- (EN) Doreen Court, Flora succulenta dell'Africa meridionale, CRC Press, 1º giugno 2000, ISBN 90-5809-323-9.